# Roquefort-sur-Garonne
Roquefort-sur-Garonne är en kommun i departementet Haute-Garonne i regionen Occitanien i södra Frankrike. Kommunen ligger i kantonen Salies-du-Salat som tillhör arrondissementet Saint-Gaudens. År 2022 hade Roquefort-sur-Garonne 799 invånare.

## Befolkningsutveckling
Antalet invånare i kommunen Roquefort-sur-Garonne
Referens:INSEE